# Scarborough
Scarborough – miasto i civil parish w północno-wschodniej Anglii, w hrabstwie ceremonialnym North Yorkshire, w dystrykcie (unitary authority) North Yorkshire, położone nad Morzem Północnym, na obrzeżu Parku Narodowego North York Moors. W 2001 roku liczyło 50 135 mieszkańców.
W mieście znajdują się ruiny zamku.
W mieście rozwinął się przemysł samochodowy oraz metalowy.

## Urodzeni w Scarborough
- Jimi Mistry – brytyjski aktor
- Penelope Wilton – brytyjska aktorka